# نيشان باكستان
نيشان باكستان (بالأردوية: نشان پاکستان)‏ هي أعلى الأوسمة المدنية في باكستان التي يمنحها الرئيس للأجانب وكذلك لأعلى درجة من الخدمة للبلاد. تأسست الجائزة في 19 مارس 1957.

## وصلات خارجية
- Decorations and Medals of Pakistan